# 国道136号

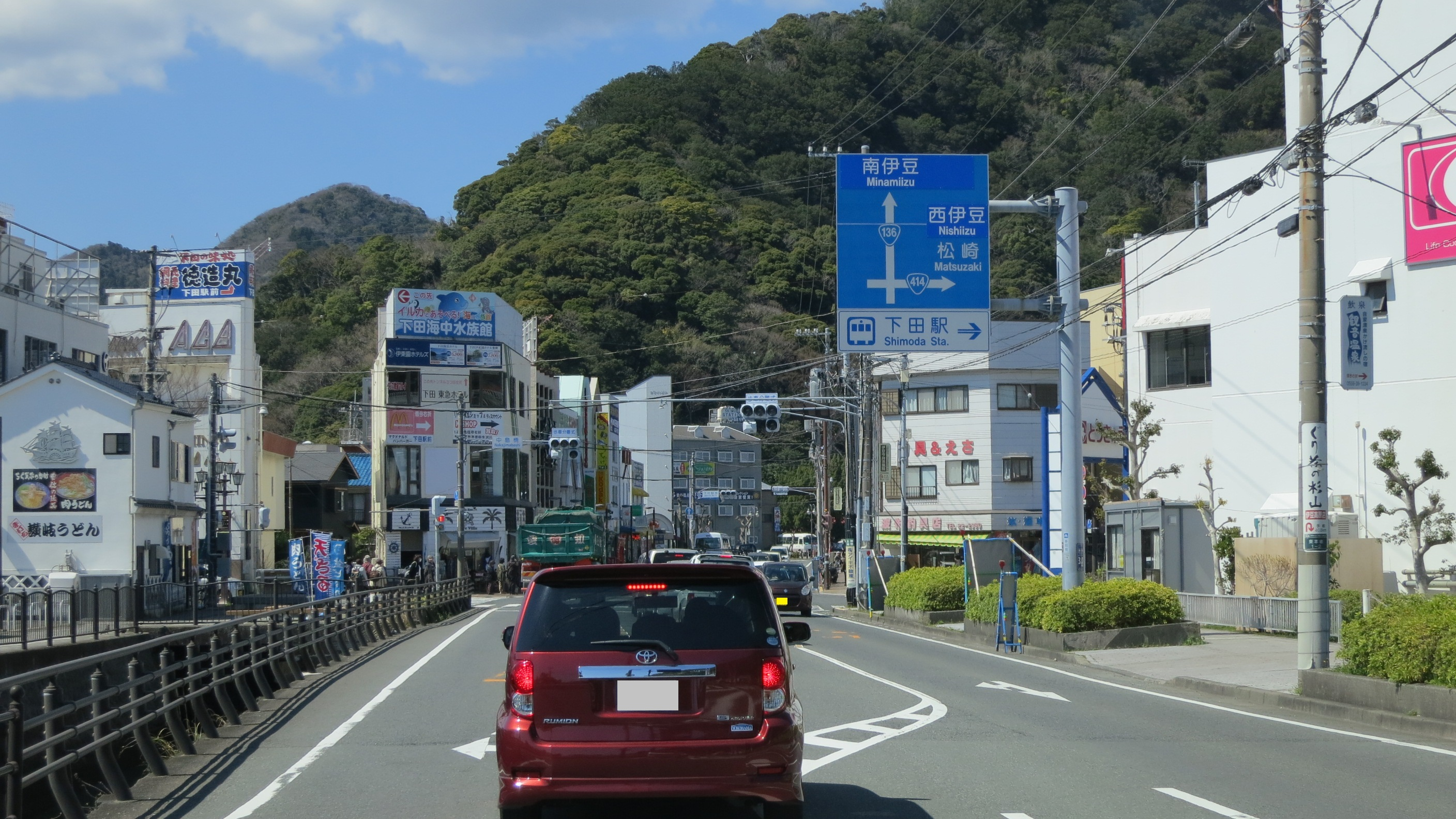
国道136号 起点
静岡県下田市 新下田橋付近

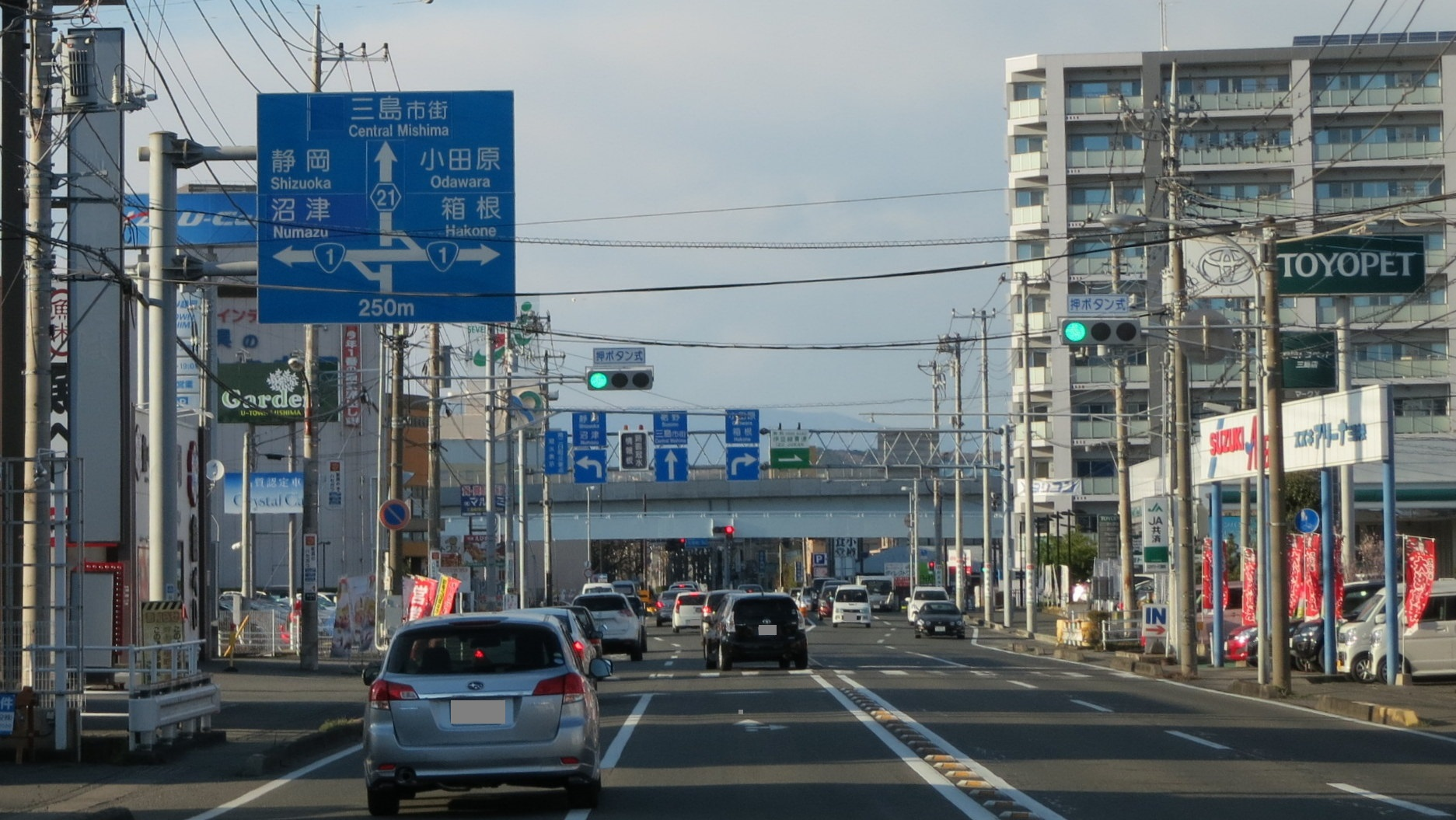
国道136号 終点
静岡県三島市 南二日町IC付近

国道136号（こくどう136ごう）は、静岡県下田市から伊豆半島西海岸を経由した後伊豆市修善寺を経由し、三島市に至る一般国道である。

## 概要

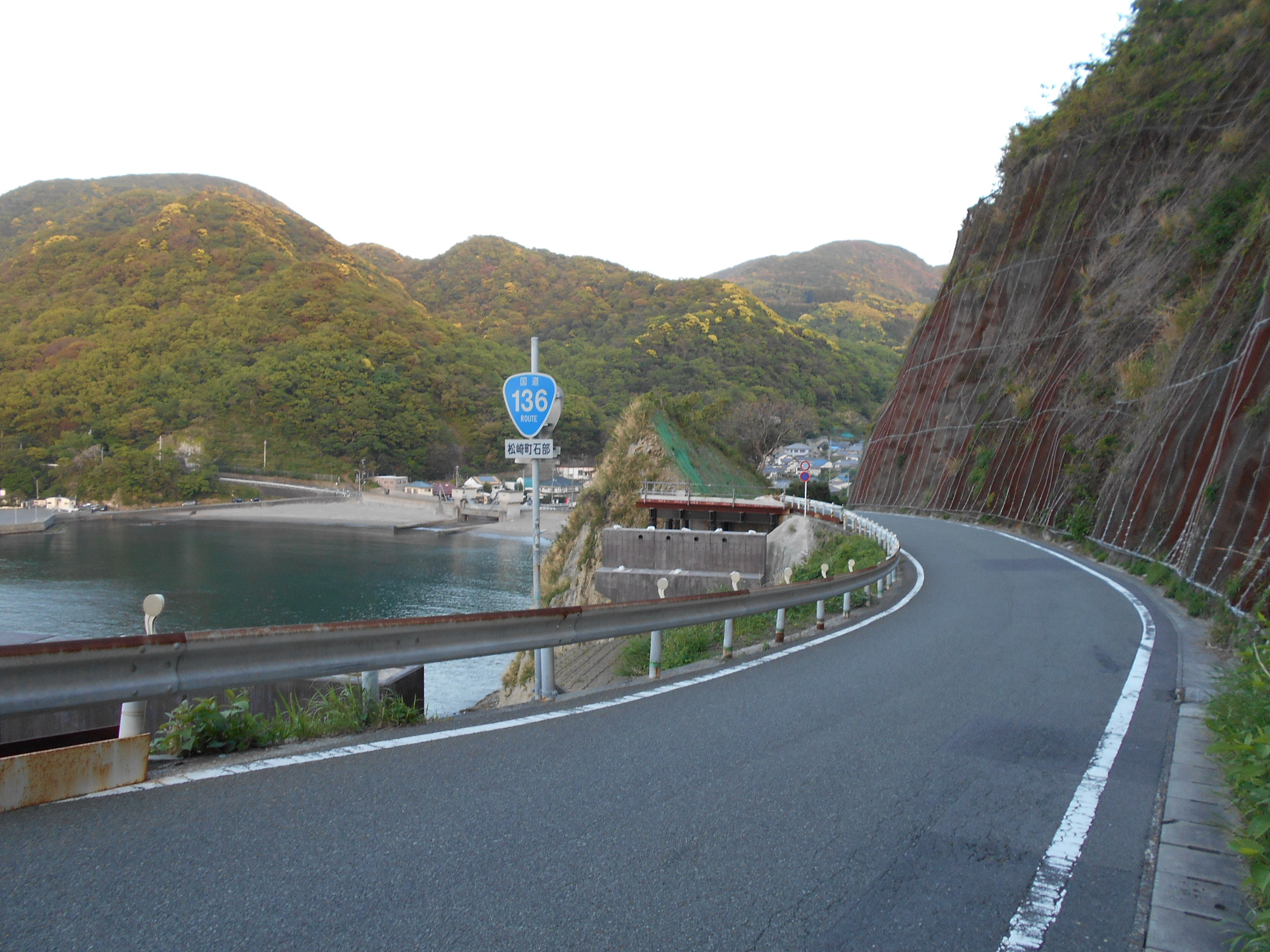
静岡県賀茂郡松崎町石部

伊豆半島にあり、富士箱根国立公園や伊豆西南海岸に指定される景勝地にある主要道路。伊豆半島最南端に位置する下田市から西伊豆の海岸沿い沿って半島を縦貫し、中伊豆から三島市を結ぶ延長約130 kmの一般国道で、主な通過地は南伊豆町、松崎町、西伊豆町、伊豆市、伊豆の国市、函南町である。本道は全線無料で、中伊豆地域のバイパス道路である伊豆縦貫自動車道（天城北道路、修善寺道路）と伊豆中央道には有料道路もある。松崎町の駿河湾を臨む道路沿いには、彫刻家の堤達男やその門弟たちの作品が展示されている区間があり、富士見彫刻ラインの愛称でよばれている。
東伊豆の国道135号や新天城トンネルを通る国道414号と比べて道幅が狭い箇所が多く、特に南伊豆町から松崎町の間の通称マーガレットラインは、大型車の通行が困難になっている。観光シーズンには常時渋滞が発生しており、特に静岡県道19号伊東大仁線との交点（赤橋交差点）、伊豆中央道大仁中央ICから熊坂ICまでの区間、国道1号と合流する南二日町IC、伊豆中央道入口の大場川南交差点、船原出口交差点付近の渋滞は著しい。

### 路線データ
一般国道の路線を指定する政令に基づく起終点および重要な経過地は次のとおり。
- 起点：下田市（新下田橋東詰 = 国道135号起点）
- 終点：三島市（南二日町IC = 国道1号交点）
- 重要な経過地：静岡県田方郡土肥町[注釈 2]、同郡天城湯ケ島町[注釈 2]、同郡大仁町[注釈 3]、同郡函南町
- 総延長 : 129.6 km（重用延長を含む。）[4][注釈 4]
- 重用延長 : 0.1 km[4][注釈 4]
- 未供用延長 : なし[4][注釈 4]
- 実延長 : 129.5 km[4][注釈 4]
  - 現道 : 113.0 km[4][注釈 4]
  - 旧道 : 16.5 km[4][注釈 4]
  - 新道 : なし[4][注釈 4]
- 指定区間：なし[5]

## 歴史

### 年表
- 1953年（昭和28年）5月18日 - 二級国道136号下田三島線（静岡県賀茂郡下田町[注釈 5] - 三島市）として指定施行[6]。
- 1965年（昭和40年）4月1日 - 道路法改正により一級・二級区分が廃止され、一般国道136号として指定施行[3]。
- 1968年（昭和43年） - 下田バイパス線（国道136号）開通
- 1978年（昭和53年）1月14日 - 伊豆大島近海地震（M7.0）が発生して寸断状態となる。同月16日には一部片側交互通行の区間を残しつつも復旧[7]。
- 1999年度（平成11年度） - 土肥峠工区1期約1 kmが開通[8]。
- 2007年（平成19年）7月23日 -  22時頃より伊豆市土肥新田（西伊豆バイパスより西側）で、地滑りにより通行止め。8月11日[要出典]より交互通行となり[9]、2008年12月20日に全面復旧[10]。
- 2018年（平成30年）12月15日 -  伊豆市土肥地区で2004年度（平成16年度）に着工した土肥峠工区2期1.2 kmのうち、土肥バイパスの1 kmが開通[8]。
- 2019年（平成31年）
  - 1月26日 - 同日開通した天城北道路の月ケ瀬ICを結ぶ下船原バイパスが開通[11]。
  - 3月23日 - 土肥峠工区2期1.2 kmのうち、未開通となっていた0.2 km区間が開通[12]。

## 路線状況

### 通称
- マーガレットライン（旧南伊豆道路）
  - 南伊豆町 - 松崎町
- 富士見彫刻ライン

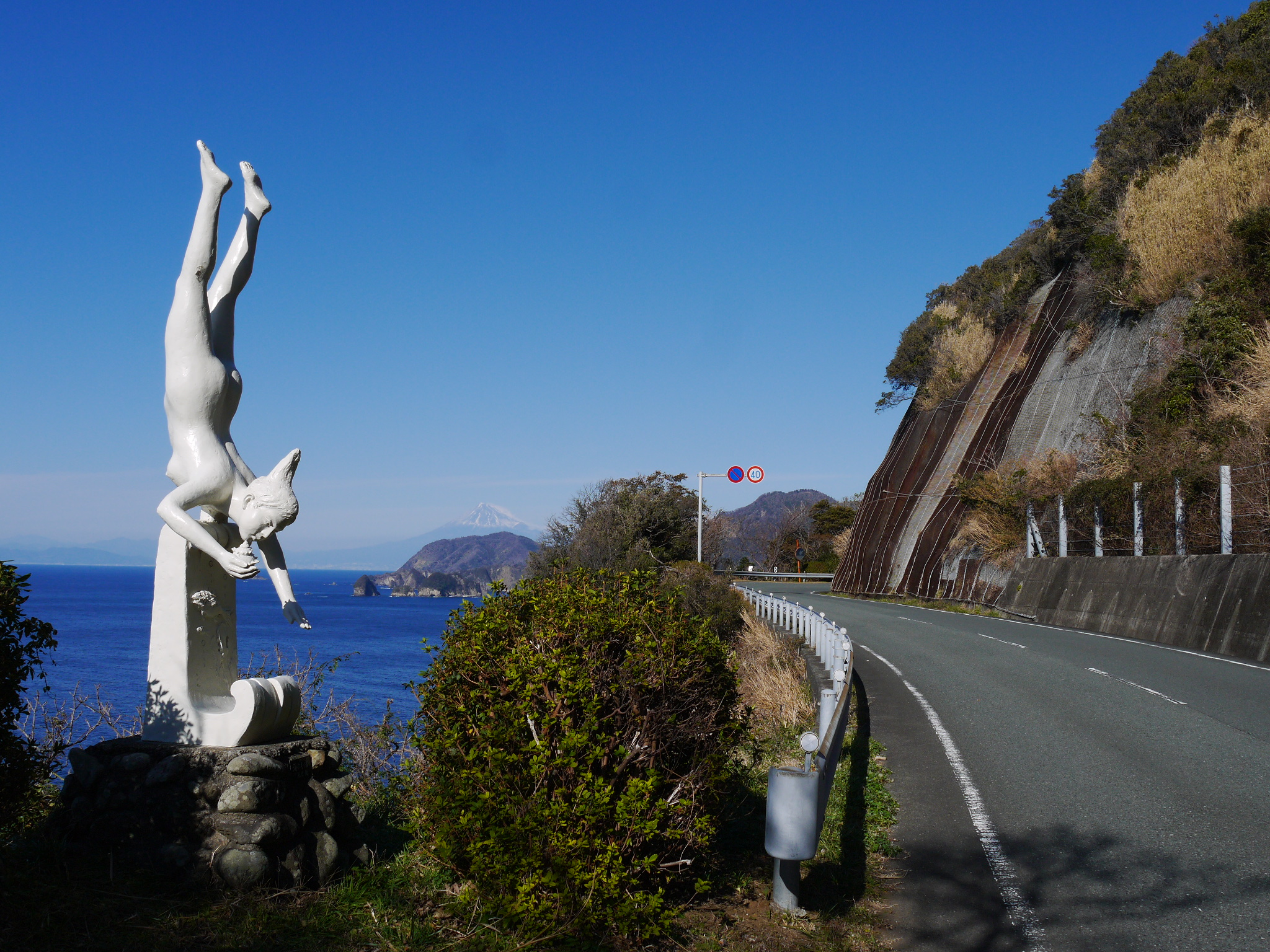
富士見彫刻ライン
静岡県賀茂郡松崎町

  - 伊豆半島西海岸に位置する松崎町の松崎から岩地まで、道路の両側に展示された彫刻21体が並ぶ4 km区間の愛称[1]。彫刻は、1972年（昭和47年）に地元の芸術家グループである「鳩巣会」の彫刻愛好家らの手によって制作・設置されたもので[13]、駿河湾の海に飛び込みそうなポーズをとった「海にもどる」と題した彫刻をはじめ、さまざまな彫刻が等間隔に点在する[1]。また、地元の手によって植えられた桜並木がある桜の名所としても知られており[14]、4月上旬の開花期における室岩洞付近には桜のトンネルもできる[13]。
- 下田街道
  - 伊豆市（国道414号との重複区間） - 三島市

### バイパス・改良事業など
- 下賀茂バイパス（賀茂郡南伊豆町）
- 土肥拡幅（伊豆市）
  - 伊豆市八木沢から同市土肥にかけての区間について、八木沢側（延長2.0 km）を八木沢工区として、土肥側（延長2.2 km）を土肥工区としてそれぞれ局所改築する事業。大型車同士のすれ違いが困難な狭隘区間解消や連続降雨時における緊急輸送路確保を含め、西伊豆方面へのアクセス改良を目的に整備が進められた。なお、両工区の間に位置する土肥温泉周辺は改築事業対象外のため、両工区は連続してはいない。土肥工区はさらに起点側の1期区間（延長1.0 km）と里見橋を含む2期区間（延長1.2 km）に分けて整備が進められた。1986年度より事業化され[12]、八木沢工区は2003年度に、土肥工区1期は1999年度、また同2期は2004年度に着工して2018年度にそれぞれ供用した。道路構造令に基づく道路規格は第3種3級で、完成2車線、車線幅員は3.0 m、設計速度は40 km/hとなっている。
- 西伊豆バイパス（伊豆市）
  - 船原トンネルを通る現道。船原峠越えの旧道は静岡県道411号西天城高原線等へ移管された。
- 下船原バイパス（伊豆市）
  - 天城北道路への接続道路として、2019年（平成31年）1月26日に開通した[15]。2022年（令和4年）3月4日に並行する現道が区域を外れ、下船原バイパスを経由する経路が現道となった[16]。
- 伊豆縦貫自動車道 - 自動車専用道路。一部が国道136号のバイパス。
  - 天城北道路（伊豆市）
  - 修善寺道路（伊豆市 - 伊豆の国市） - 有料道路（無料走行可能区間有）
- 伊豆中央道（伊豆の国市 - 函南町） - 一部有料道路
- 函南三島バイパス（函南町） - 東駿河湾環状道路連絡路

### 過去の有料道路
- 南伊豆道路（マーガレットライン）
- 西伊豆バイパス

### 重複区間
- 国道414号（伊豆市・月ケ瀬IC交差点 - 伊豆の国市・三福IC交差点）

### 道路施設

#### トンネル
- 船原トンネル：伊豆市（船原峠の下）
- 下船原トンネル：伊豆市

#### 道の駅
- 下賀茂温泉 湯の花（賀茂郡南伊豆町）
- 伊豆のへそ（伊豆の国市）
- 伊豆ゲートウェイ函南（田方郡函南町、伊豆中央道）

## 地理

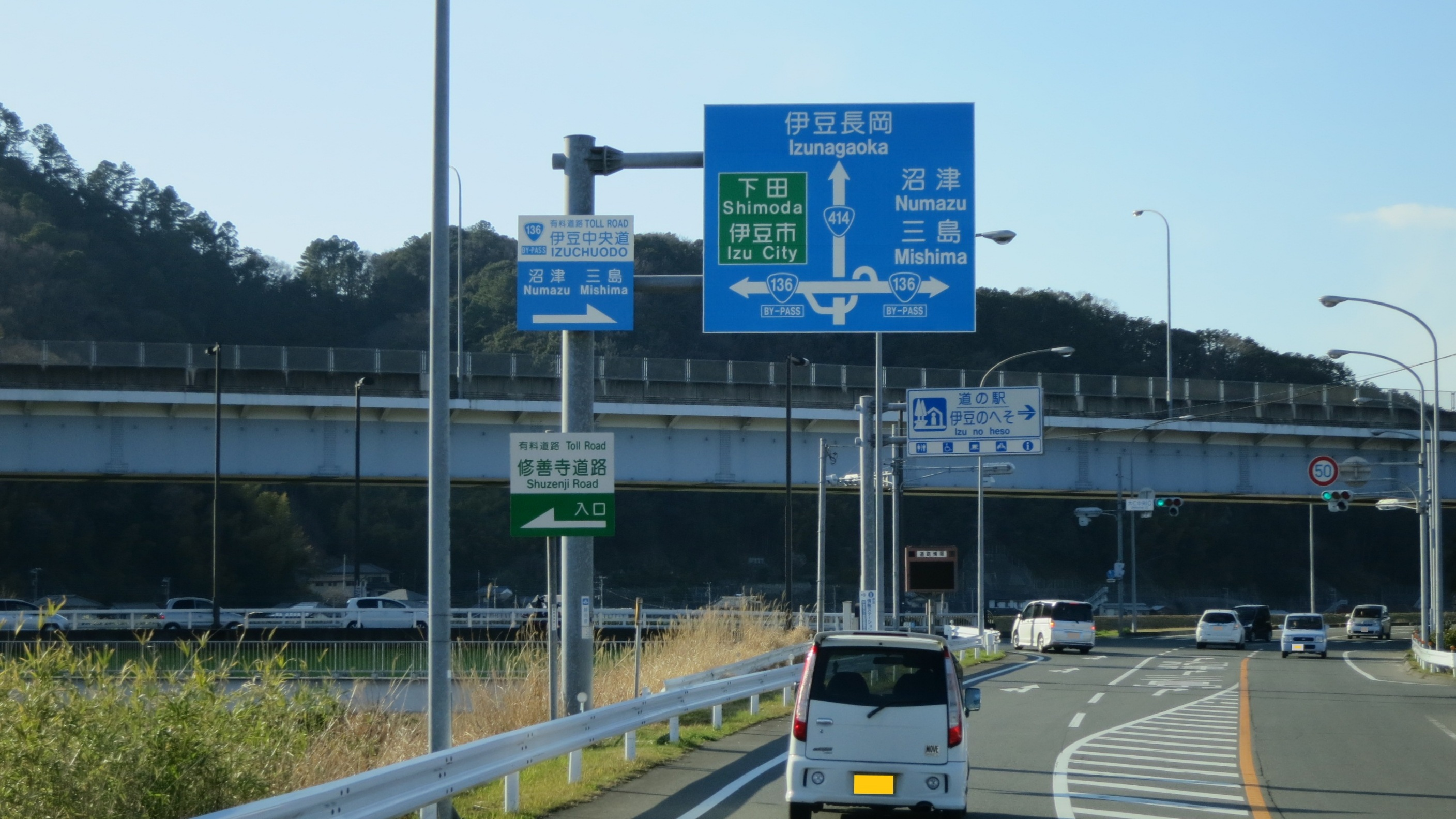
国道414号との分岐
静岡県伊豆の国市三福

### 通過する自治体
- 静岡県
  - 下田市 - 賀茂郡南伊豆町 - 賀茂郡松崎町 - 賀茂郡西伊豆町 - 伊豆市 - 伊豆の国市 - 田方郡函南町 - 三島市

### 交差する国道
- 国道135号：下田市新下田橋東側
- 国道414号：下田市中島橋交差点
- 国道414号：伊豆市月ケ瀬IC交差点 - 伊豆の国市三福IC交差点で重複
- 国道414号：伊豆の国市長岡北IC交差点（伊豆中央道区間）
- 国道1号：三島市南二日町IC交差点

### 峠
- 銭瓶峠（下田市 - 賀茂郡南伊豆町）

## ギャラリー

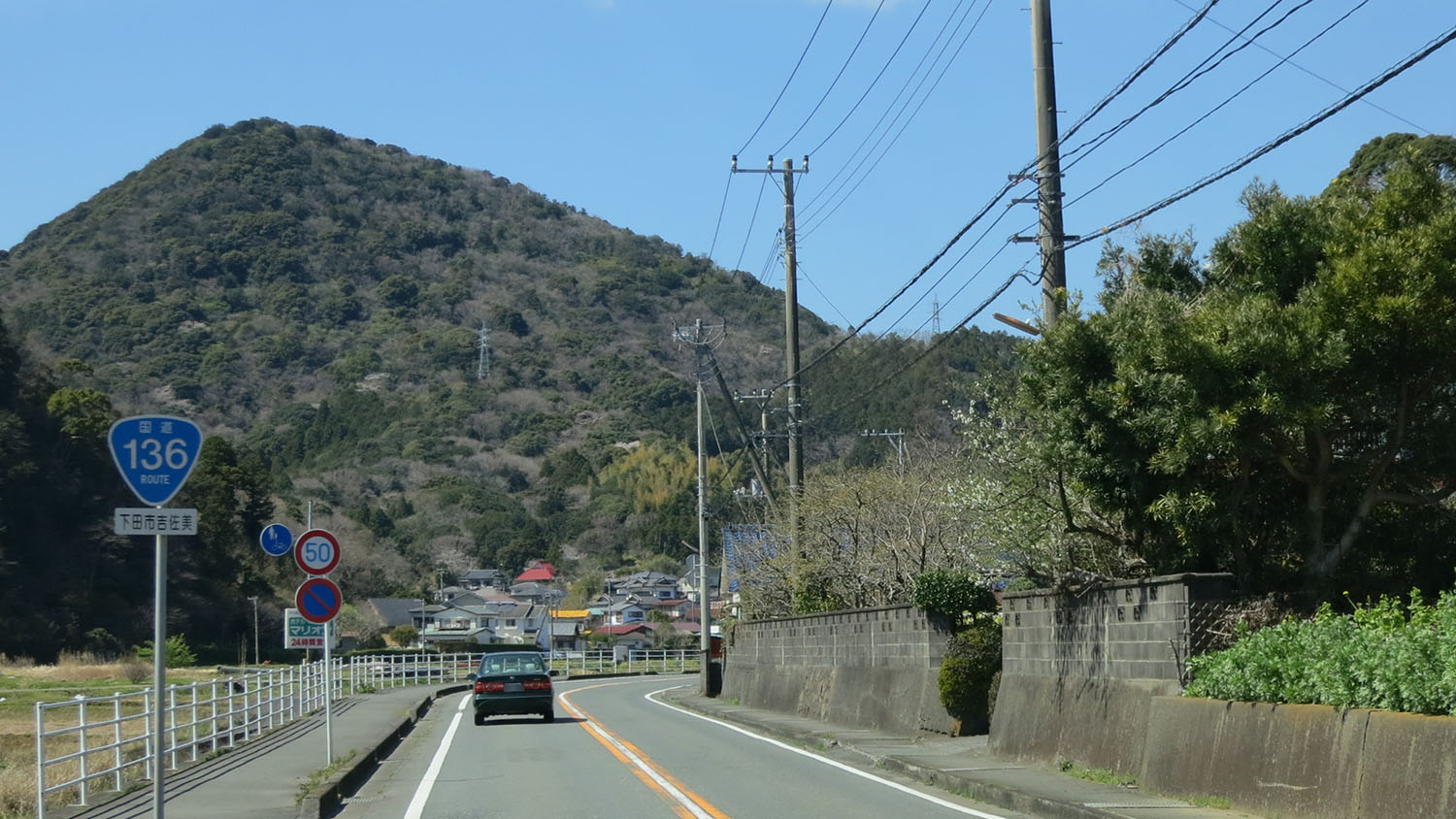
静岡県下田市吉佐美
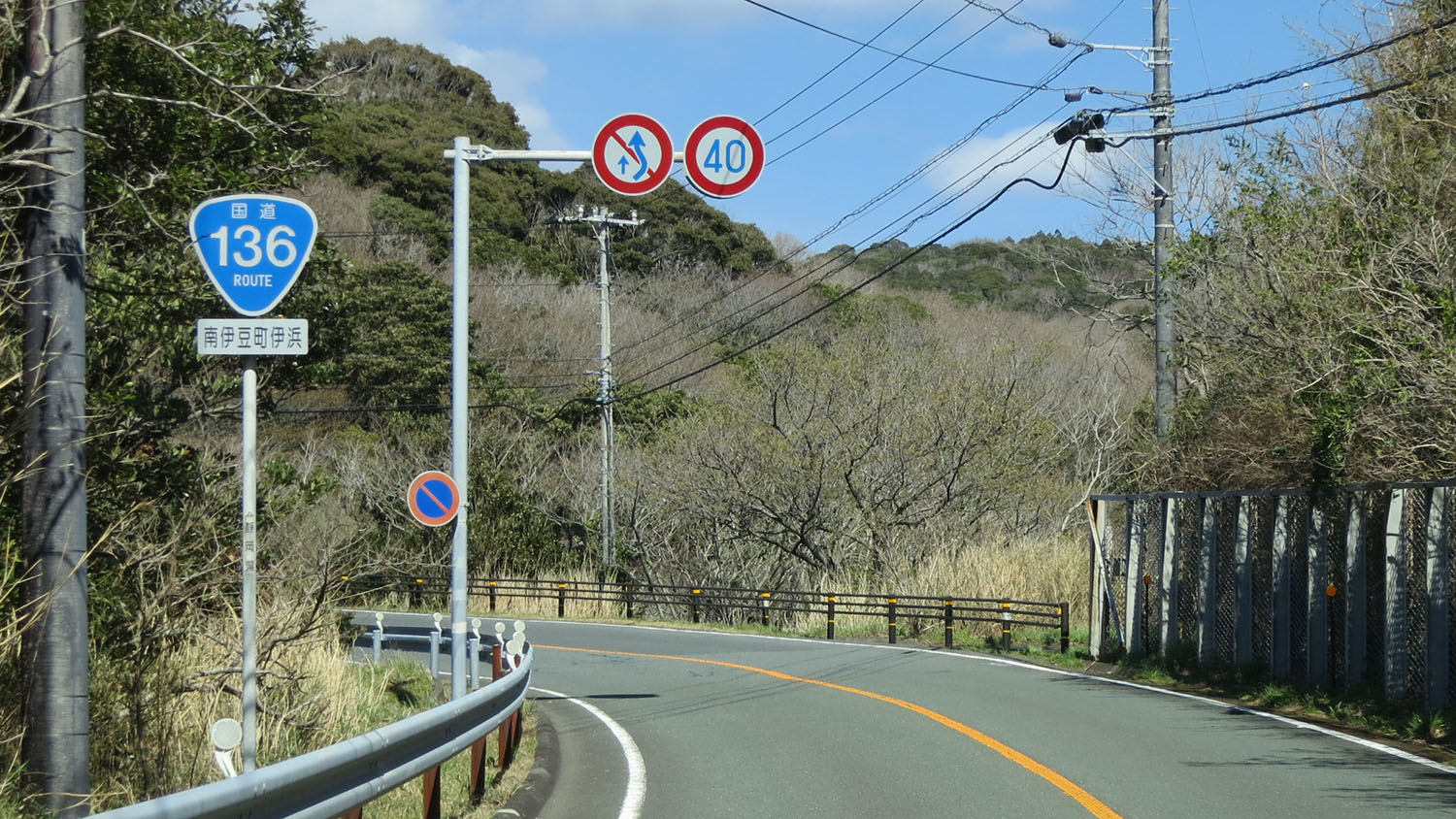
静岡県賀茂郡南伊豆町 伊浜
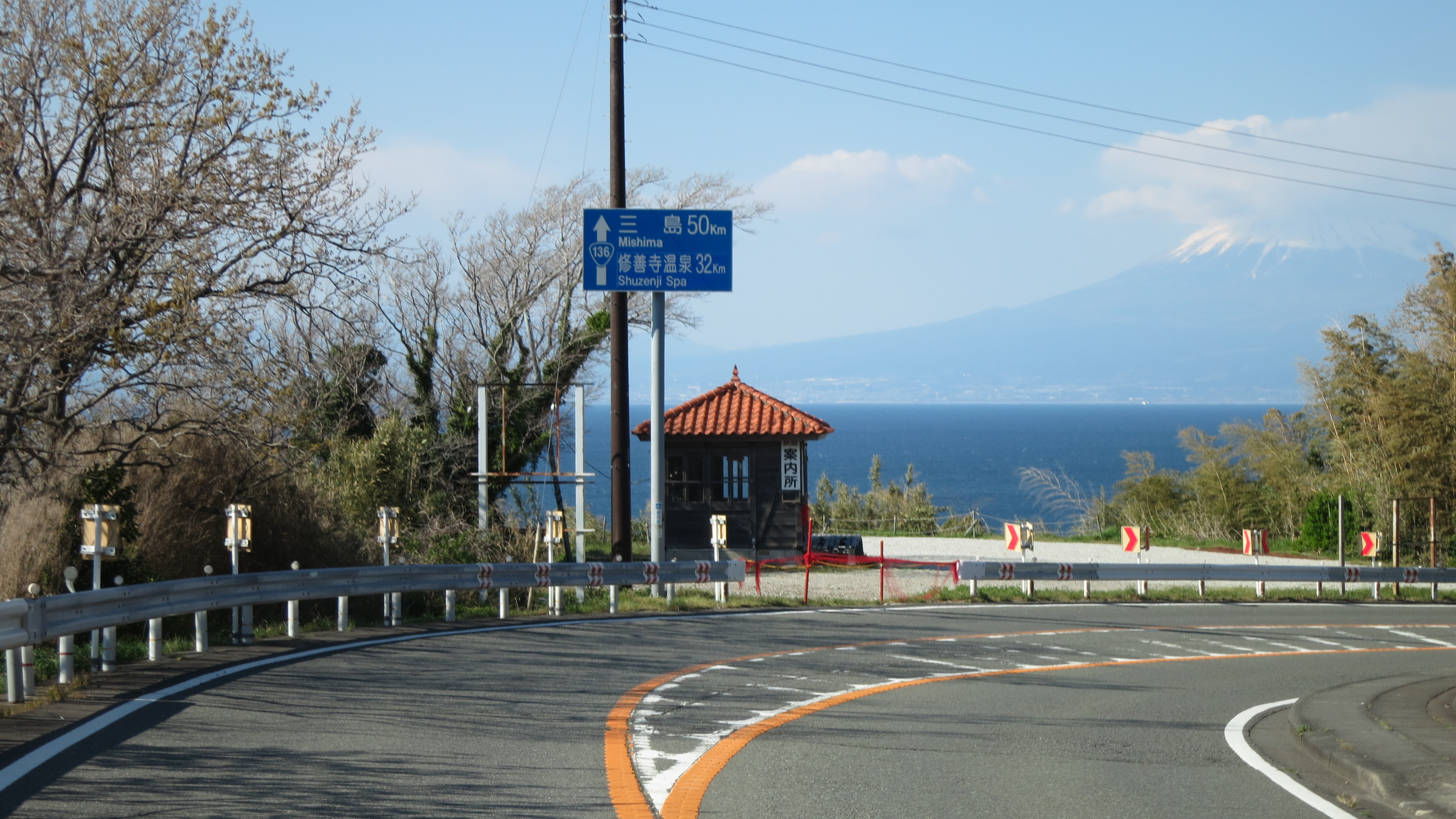
静岡県伊豆市八木沢
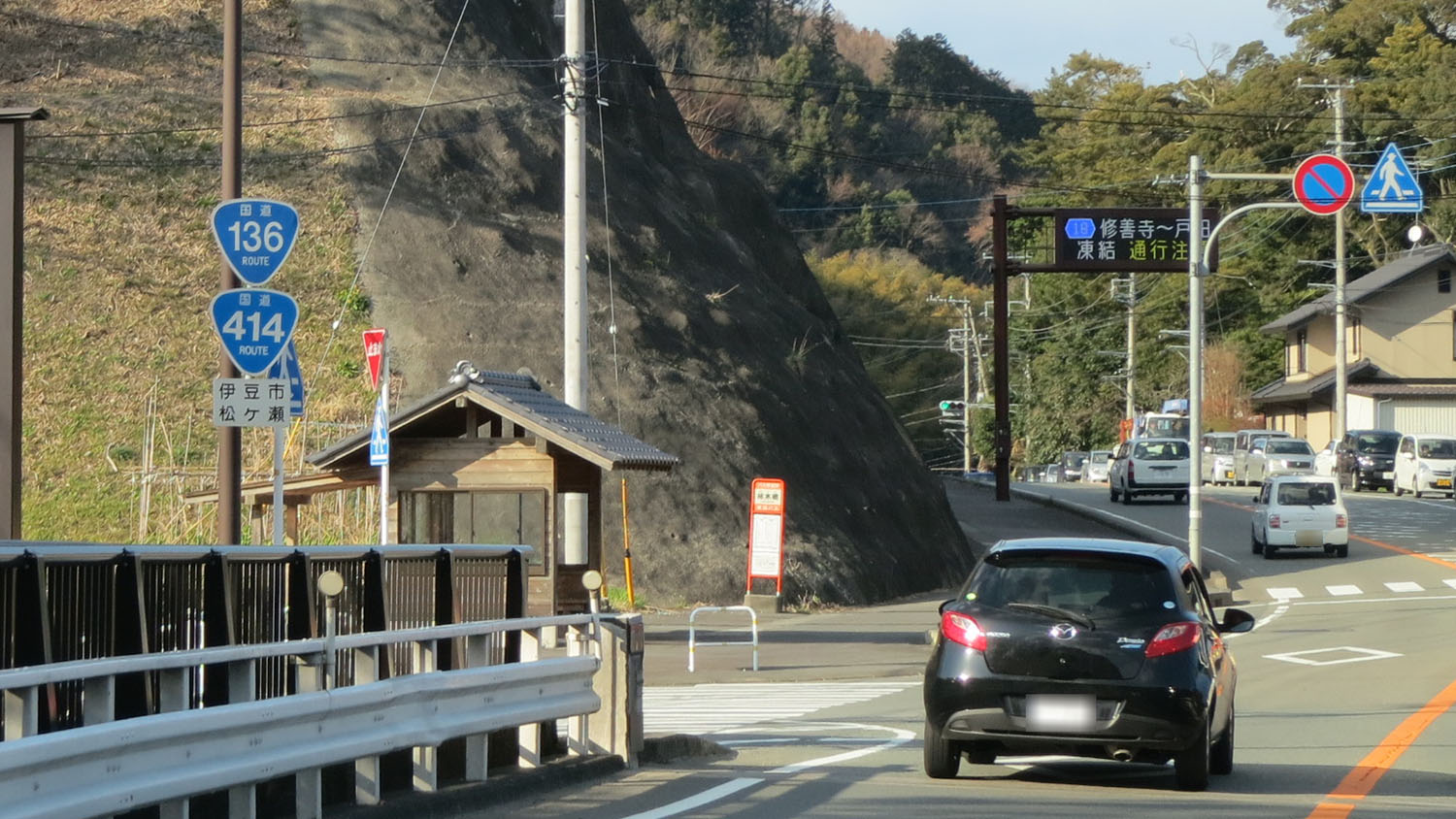
国道414号との重複 静岡県伊豆市青羽根